# Ilova, Caraș-Severin
Ilova este un sat în comuna Slatina-Timiș din județul Caraș-Severin, Banat, România.

## Istorie

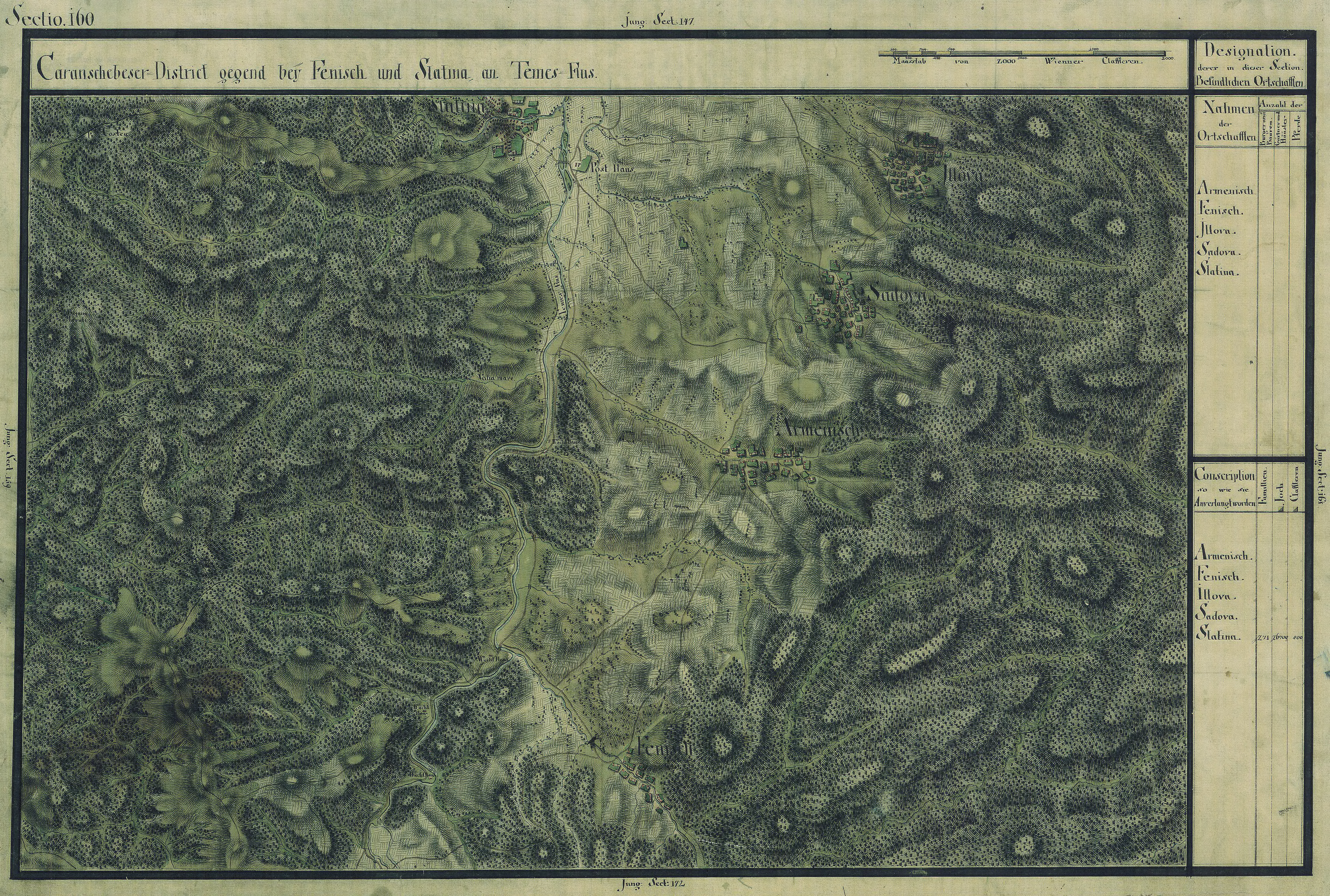
Ilova în Harta Iosefină a Banatului, 1769-72

În documente se vorbește, că satul Ilova a fost comună încă de la începutul secolului al XIV-lea până în anul 1951 când se alătură comunei Slatina Timiș, făcea parte din județul Severin, plasa Teregova, Secretariatul cercual Timiș-Slatina, este așezat la poalele dealului Pogara,pe un loc stâncos, în apropierea pârâului Ilovița cu 1127 locuitori, 260 de case și hotar în suprafață de 6071 jugăre.Ilova se află la o altitudine de 396 m deasupra mării, în partea de sud-vest a teritoriului României, respectiv în partea de răsărit a Banatului, sub poalele muntelui Țarcu, avândul de regiune Eastern Europe.  De și locuitorii erau români de origine ortodoxă, totuși unguri au botezat-o Illopotak. În comună a fost o casă zidită din material solid în care a sălășluit Iosif II în timpul războiului cu turcii din 1788. În timpul conflictului militar, a fost reședința  companiei 11 cu 8 localități ce mai târziu s-a mutat la Slatina.
În anul 1774, Francesco Griselini face o documentare pe care o prezintă Generalului Mercy, că un român din Districtul Caransebeș pe nume Iancu Cuvin de 172 ani și soția sa Sara, de 164 de ani. Ei au fost căsătoriți vreme de 147 de ani și au murit în anul 1728. Generalul a pus să fie pictați trimițând tabloul împăratului Carol al VI-lea, care l-a expus în galeria sa de pictură de la Viena. Cei doi bătrâni au trâit în satul Ilova, unde erau cunoscuți sub numele de moș Ifrim și baba Sara.Tabloul datează din sec.XIX-lea și se află în colecția secției de etnografie a Muzeului Satului Bănățean fiind achiziționat de Muzeul Societății de Istorie și Arheologie Timișoara în 1913.
Pentru iubitorii de drumeție, mulumim A.S.Exploratorii din Reșița care în Cleanțul (Piatra) Ilovei, unde din punct vedere Geologic este un masiv de calcar cu o suprafață de cca 1km pătrat, au descoperit 6 peșteri de diferite dimensiuni, aici s-a ascuns și haiducul Petru Mantu.Potențialul acestui bazin nu este încă epuizat.
Satul avea în 1757 56 de case, în 1774, 85 case. I.A. Krey în Raportul din 1 ianuarie 1768 scria că Ilova era o localitate destul de mare, având 72 de case și 6 mori de apă, fiind așezat pe o colină sub muntele Pleșa . Satul a avut o biserică din lemn acoperită cu șindrilă. Biserica de zid a fost construită în 1837 având hramul Adormirea Născătoarei de Dumnezeu. A fost filie a Parohiei Sadova. Preoți: Gheorghe Popovici (1757),  Matei Hurduzeu (1794—1800), Mihai Stoicovici (1801—1815),Ioan Stoica (1816-1831),Matei Stoica (1835-1864), Nicolae Jurca (1864—1909),Toma Porumb (1910-1926), Ioan Coșariu (1930-1947),Valentin Pancioc (1944-1947), Rusalin Trica (1947-1952),a fost arestat în 1950 și condamnat la 2 ani închisoare corecțională la canal pentru uneltire contra ordinei sociale, Pavel Bogoevici (1952-1958), Vasile Matei Băilă (1958-1970),Ioan Rădoi (1970-1972), Pavel Găină (1972-2016), Cătălin Găină (2016-prezent).Primul profesor titrat, repartizat în satul Ilova a fost prof.Constantin Brătescu, care a activat între anii 1963-1965. Din anul 1970 a preluat conducerea Filialei Județene Caraș-Severin a Arhivelor Statului cu reședința la Caransebeș. Satul a căpătat un renume și prin cântecele și activitatea folclorică a lui Ștefan Isac solist de muzică populară, născut și crescut în această localitate de sub ,,Piatra (Cleanțul) Ilovei,, și grupul de fluierași laureați pe țară.